# Fantascienza hard

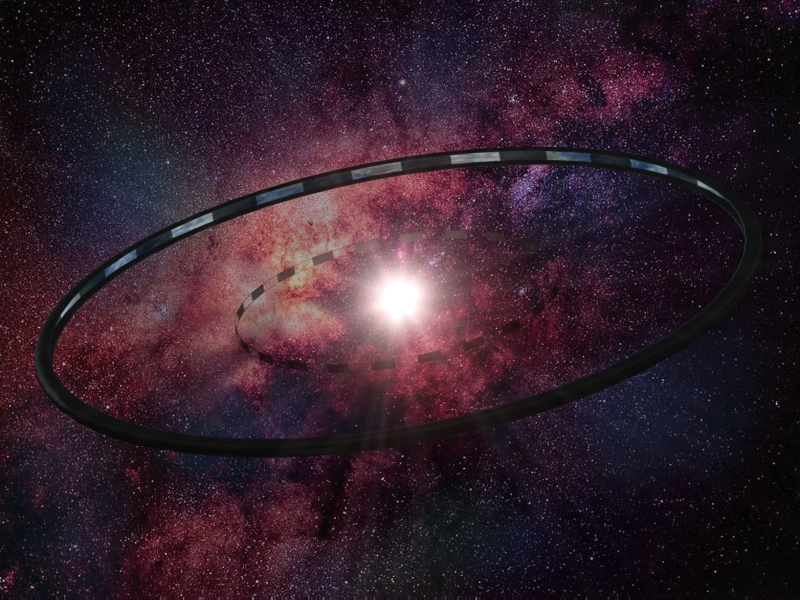
Il Mondo Anello, un habitat artificiale ideato dallo scrittore Larry Niven.

La fantascienza hard (dall'inglese hard science fiction), detta anche fantascienza tecnologica, è una categoria della fantascienza caratterizzata dall'enfasi per il dettaglio scientifico o tecnico, o per l'accuratezza scientifica, o da entrambi. Il termine fu usato per la prima volta sulla stampa nel 1957 da P. Schuyler Miller in una recensione di Isole nello spazio di John W. Campbell, Jr. sulla rivista Astounding Science Fiction. Il termine complementare è fantascienza soft ("soft science fiction", coniato per analogia con "hard science fiction") apparso per la prima volta alla fine degli anni settanta come un modo per descrivere la narrativa fantascientifica nella quale la scienza non è preminente, o che viola le conoscenze scientifiche dell'epoca in cui fu scritta.
Il termine è stato coniato per analogia con la popolare distinzione tra "scienze dure" o "hard" (scienze naturali) e "scienze molli" o "soft" (scienze sociali). Nessuno dei due termini è parte di una tassonomia rigorosa: sono piuttosto modi approssimativi che recensori e commentatori hanno trovato utili per caratterizzare delle storie. La classificazione "fantascienza hard" rappresenta una posizione su una scala da "più morbida" a "più dura", non una classificazione binaria.
La fantascienza hard costituisce in gran parte una categoria letteraria, poiché solo raramente la complessità fisica e il dettaglio scientifico sono trasposti sullo schermo senza rimanere vittima delle licenze artistiche e di post-produzione. Una delle eccezioni più illustri è però il film 2001: Odissea nello spazio del 1968 di Stanley Kubrick (che omette comunque gran parte delle nozioni scientifiche e informatiche riportate nel romanzo scritto in parallelo da Arthur C. Clarke).

## Rigore scientifico

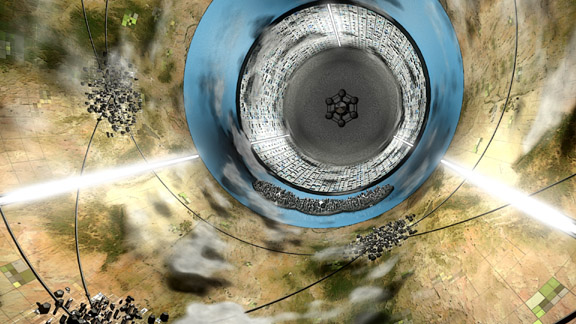
Ricostruzione 3D dell'interno di Rama, basata sul romanzo Incontro con Rama di Arthur C. Clarke.

Il cuore della designazione di "fantascienza hard" è il rapporto tra il contenuto scientifico e l'atteggiamento verso il resto della narrazione, e (per alcuni lettori, almeno) la "durezza" o il rigore della scienza stessa.
Un requisito per la fantascienza hard è procedurale o intenzionale: una storia dovrebbe cercare di essere precisa, logica, credibile e rigorosa nel fare uso delle odierne conoscenze scientifiche e tecniche che rendono praticamente e/o teoricamente possibili la tecnologia, i fenomeni, gli scenari e le situazioni, e le scoperte successive non necessariamente invalidano l'etichetta. Ad esempio, P. Schuyler Miller ha chiamato fantascienza hard il romanzo Polvere di Luna (A Fall of Moondust, 1961) di Arthur C. Clarke e la designazione resta valida anche se un elemento cruciale della trama, l'esistenza di profonde tasche di "polvere lunare" in crateri lunari, è ormai notoriamente errato. Vi è un certo grado di flessibilità su quanto una storia possa allontanarsi dalla "vera scienza" prima di lasciare il regno della fantascienza hard.
Alcuni autori evitano scrupolosamente gli elementi non plausibili come i viaggi più veloci della luce, mentre altri accettano tali concetti (a volte indicati come "meccanismi abilitanti", in quanto sono meccanismi narrativi che consentono alla storia di svolgersi), ma si concentrano nel raffigurare realisticamente i mondi che una tale tecnologia potrebbe rendere possibili. In questa prospettiva, la "durezza" di una storia scientifica non è tanto una questione di assoluta accuratezza del contenuto scientifico, quanto piuttosto di rigore e coerenza con cui sono risolte le varie idee e le possibilità.
I lettori di "fantascienza hard" spesso cercano di trovare imprecisioni nelle storie, un processo che Gary Westfahl sostiene essere chiamato "il gioco" dagli scrittori. Ad esempio, un gruppo al MIT ha concluso che il pianeta Mesklin nel romanzo del 1953 Mission of Gravity di Hal Clement avrebbe dovuto avere un bordo affilato all'equatore; una classe di una scuola superiore in Florida ha calcolato che nel romanzo I burattinai (Ringworld, 1970) di Larry Niven, il terreno vegetale sarebbe scivolato in mare in poche migliaia di anni.
Lo stesso libro esibisce notoriamente una devastante imprecisione: l'eponimo Mondo Anello non è collocato in un'orbita stabile e potrebbe collidere con il sole senza una stabilizzazione attiva. Niven corregge questi errori nel suo seguito I costruttori di Ringworld (The Ringworld Engineers, 1980).

## Opere rappresentative
Ordinate cronologicamente per anno di pubblicazione.

### Racconti
- James Blish, Un universo pieno d'acqua (Surface Tension, 1952), (Libro 3 de Il seme tra le stelle (The Seedling Stars, 1957))[12]
- Tom Godwin, Le fredde equazioni (The Cold Equations, 1954)[12]
- Poul Anderson, Kyrie (Kyrie, The Farthest Reaches, 1968)[12][13]
- Frederik Pohl, Una storia d'amore (Day Million, 1971)[12]
- Larry Niven, Luna incostante (Inconstant Moon, 1971) e L'uomo del buco (The Hole Man, 1974)[12]
- Geoffrey A. Landis, Una passeggiata al sole (A Walk in the Sun, 1991)[14]
- Vernor Vinge, Tempi veloci a Fairmont High (Fast Times at Fairmont High, 2001)[14]

### Romanzi
- Hal Clement, Stella doppia 61 Cygni (Mission of Gravity, 1953)[12]
- Arthur C. Clarke, Polvere di Luna (A Fall of Moondust, 1961)[6]
- Poul Anderson, Tau Zero (1970)
- James P. Hogan, The Two Faces of Tomorrow (1979)[6]
- Robert L. Forward, Dragon's Egg (1980)[15]
- Charles Sheffield, Le Guide dell'infinito (Between the Strokes of Night, 1985)[6]
- Stanisław Lem, Il Pianeta del Silenzio (Fiasko, 1986)
- Kim Stanley Robinson, la Trilogia di Marte (Il rosso di Marte, 1992; Il verde di Marte, 1993; Il blu di Marte, 1996)[16][17]
- Nancy Kress, Mendicanti di Spagna (Beggars in Spain, 1993; espansione dell'omonimo romanzo breve del 1991)[14]
- Greg Egan, La scala di Schild (Schild's Ladder, 2002)[18]

### Manga e anime
- Uchu kyodai - Fratelli nello spazio (宇宙兄弟 ?) È un manga di Koyama Chuya. È stato nominato due volte per il Taishō Manga, nel 2009 e 2010. Nel 2011 ha vinto il premio per i migliori manga in generale il 56 ° Shogakukan Manga Awards e il premio Kodansha Manga (condiviso con Un marzo da leoni di Chica Umino).
- Makoto Yukimura, Planetes. Affronta il tema della colonizzazione dello spazio con grande precisione, focalizzandosi su aspetti meno classici ma ben documentati come gli effetti della gravità sulla salute, la raccolta dei detriti orbitanti, l'utilizzo dell'Elio-3 estratto dalla Luna per produrre energia e combustibile per i razzi, le conseguenze della colonizzazione sulla geopolitica e la storia reale dell'esplorazione spaziale.
- Masamune Shirow, Ghost in the Shell. Nelle sue opere, il mangaka esamina in maniera estremamente minuziosa l'impatto sulla società delle tecnologie avanzate del futuro, arrivando persino a fornire informazioni e dettagli (posti a piè pagina) per spiegare le funzioni tecniche di tecnologie e teorie scientifiche trattate dai suoi manga. Shirow è stato inoltre creatore e promotore del progetto Neurohard, un mondo in stile fantascienza hard utilizzabile sia da lui che da altri artisti. Un'altra sua opera di fantascienza hard è Appleseed, una storia caratterizzata dall'utilizzo massiccio di alta tecnologia, in cui nel momento critico la situazione si risolve ironicamente grazie ad un semplice seme di mela.
- Mobile Suit Gundam. Nel mondo degli anime segna la maturazione del genere dei robot giganti. I primi guerrieri robot erano infatti supereroi colossali di metallo dotati di poteri ultraterreni, che spesso sfociavano nella magia. Gundam ha trasformato questi robot in macchine da guerra militari dal design ultrarealistico, basato sulle più moderne conoscenze nel campo della robotica, dell'idraulica e dei mezzi militari. Questo ha dato origine al genere dei mecha ed ha posto le basi per grandi classici come Votoms, Macross e Robotech.